# Benitachell
Benitachell (valenciai nyelven El Poble Nou de Benitatxell) község Spanyolországban, Alicante tartományban. Lakosainak száma 4851 fő (2024). Benitachell Teulada és Xàbia községekkel határos.

## Népesség
A település lakosságának változását az alábbi diagram mutatja:
| Lakosok száma | 2553 | 3425 | 4276 | 5399 | 5568 | 4659 | 4104 | 4276 | 4447 | 4851 |
|               | 2001 | 2004 | 2006 | 2009 | 2011 | 2014 | 2016 | 2019 | 2021 | 2024 |